# Claude (Texas)
Claude település az Amerikai Egyesült Államok Texas államában, Armstrong megyében, melynek megyeszékhelye is. Lakosainak száma 1186 fő (2020. április 1.).

## Népesség
A település népességének változása:

| 2010 | 1 196 |
| 2020 | 1 186 |